# Среднее геометрическое взвешенное
Среднее геометрическое взвешенное — разновидность среднего значения, обобщение среднего геометрического. Для набора неотрицательных вещественных чисел {\displaystyle x_{1},\ldots ,x_{n}} с вещественными весами {\displaystyle w_{1},\ldots ,w_{n}}, такими что {\displaystyle \sum _{i=1}^{n}w_{i}\neq 0}, определяется как
{\displaystyle {\bar {x}}=\left(\prod _{i=1}^{n}x_{i}^{w_{i}}\right)^{1/\sum _{i=1}^{n}w_{i}}=\quad \exp \left({\frac {1}{\sum _{i=1}^{n}w_{i}}}\;\sum _{i=1}^{n}w_{i}\ln x_{i}\right)}.
Приведённые формулы имеют смысл для любых значений весов, кроме случаев, когда некоторые {\displaystyle x_{i}=0} и соответствующие веса {\displaystyle w_{i}\leq 0}. Поэтому, как правило, полагают, что все числа {\displaystyle x_{i}>0}. Также обычно рассматриваются неотрицательные веса.
Если веса {\displaystyle w_{1},\ldots ,w_{n}} нормированы к единице (то есть их сумма равна единице), то среднее геометрическое взвешенное принимает более простой вид:
{\displaystyle {\bar {x}}=\prod _{i=1}^{n}x_{i}^{w_{i}}=\exp \sum _{i=1}^{n}w_{i}\ln x_{i}}.

## Свойства
- Среднее арифметическое взвешенное логарифмов некоторых чисел равно логарифму среднего геометрического взвешенного этих чисел с теми же весами.
- Если все веса {\displaystyle w_{i}} ({\displaystyle i=1,2,...,n}) равны между собой, то среднее геометрическое взвешенное становится обычным средним геометрическим.

## Пример использования
Пусть дано дискретное распределение вероятностей {\displaystyle P=\{p_{i}|\,i=1,2,...,N\}}. Обозначим через {\displaystyle {\overline {N}}} среднее геометрическое взвешенное от величин {\displaystyle 1/p_{i}} с весами {\displaystyle p_{i}}, т.е.
{\displaystyle {\overline {N}}=\prod _{i=1}^{N}{(1/p_{i})}^{p_{i}}}.
Тогда энтропию Шеннона распределения {\displaystyle P} можно записать в виде
{\displaystyle H(P)=\log {\overline {N}}=-\sum _{i=1}^{N}p_{i}\log p_{i}}.
Величина {\displaystyle {\overline {N}}} интерпретируется как эффективное количество состояний системы.